# Космос как послушание
«Космос как послушание» — российский телевизионный документальный фильм телестудии Роскосмоса. Премьера состоялась на телеканале «Культура» 10 ноября 2010 года.

## Сюжет
Герой фильма монах Иов (Талац) в юности мечтал стать космонавтом и даже поступал в летное училище. Сейчас он принимает участие в тренировках в Центре подготовки космонавтов, провожает экипажи космических кораблей на космодроме Байконур и встречает их звоном церковных колоколов в городе Звездном.
Фильм впервые приоткрывает завесу тайны над вопросом — отношения веры и космонавтики. Почему сегодня все ракеты с Байконура стартуют с благословением? Почему космонавты принимают крещение перед решающими взлетами? Редкие документы, воспоминания очевидцев представляют зрителю историю отечественной космонавтики с необычного ракурса.

## Съёмочная группа
- Режиссёр: Лариса Смирнова, Дмитрий Свергун,
- Автор сценария: Надежда Суслова
- Продюсеры: Александр Островский
- Оператор: Вячеслав Красаков
- Монтаж: Лариса Смирнова
- Компьютерная графика: Александр Билёв
- Директор: Марина Давиденко
- Видеоинженер: Юрий Рубцов
- Текст читает: Валентин Клементьев

Фильм профессионально переведён на английский и греческий языки.

## Участие в кинофестивалях, награды
- Документальный фильм «Космос как послушание» стал лауреатом VIII Международного фестиваля православного кино «Покров» проходившего с 7-го по 10-е октября 2010 года в городе Киеве и получил две премии: II премия в номинации «Документальное кино» и специальная премия имени Сергея Лосева за лучшую режиссуру[2].
- Фильм получил специальный приз жюри XV Международного фестиваля кинофильмов и телепрограмм «Радонеж», проходившего в Москве с 29 ноября по 2 декабря 2010 года[3].
- На VI Международном Сретенском православном кинофестивале «Встреча», проходившем в Обнинске с 18 по 23 февраля 2011 года фильм «Космос как послушание» получил приз «Хрустальный подсвечник» в номинации «За лучший дебют». В кинофестивале «Встреча-2011» принимало участие 89 лент кинематографистов из 12 стран[4].
- Фильм участвовал в VIII Международном благотворительном кинофестивале «Лучезарный Ангел», который проходил 4-8 ноября 2011 года в московском Киноцентре на Красной Пресне[5].
- С 24 по 30 ноября 2011 года фильм, озвученный на греческий язык, принял участие в фестивале «Неделя российского кино в Греции»[6], который проходил в Афинах.

## Критика
Фильм подвёргся жёсткой критике со стороны атеистического сообщества России. По мнению критиков, ряд утверждений, содержащихся в фильме, неверны или сомнительны. Например, пожар на станции «Мир» не погас сам, как утверждается в фильме, а был потушен огнетушителями. Баллистический спуск не является аварийной ситуацией. Сергей Королёв, по-видимому, не был верующим. Кроме того, отмечается, что полет космонавтов Циблиева и Лазуткина (первый экипаж, который был благословлён священником), был одним из самых богатых на аварийные и нештатные ситуации.
В связи с этим ряд представителей атеистического сообщества обратились к студии «Роскосмос» с открытым письмом, в котором просили объяснить побудительные мотивы создания такого фильма. Реакции студии не последовало.

## Интересные факты
По словам главного героя фильма, монаха Иова (Талаца), космонавтов с большим трудом удалось уговорить участвовать в этом фильме.